# ساسامنزویل (پنسیلوانیا)
ساسامنزویل (به انگلیسی: Sassamansville) یک منطقهٔ مسکونی در ایالات متحده آمریکا است که در پنسیلوانیا واقع شده‌است. ساسامنزویل ۱۰۶٫۹۹ متر بالاتر از سطح دریا واقع شده‌است.